# Glaucopsyche mironi
Glaucopsyche mironi är en fjärilsart som beskrevs av John G. Coutsis 1976. Glaucopsyche mironi ingår i släktet Glaucopsyche och familjen juvelvingar. Inga underarter finns listade i Catalogue of Life.